# Lista de nazistas (A–E)
A lista de pessoas notáveis que em algum momento eram membros do extinto Partido Nazista (NSDAP). Isto não pretende ser uma lista de todas as pessoas que já foram membros do Partido Nazista. Esta é uma lista de figuras notáveis que estavam ativas dentro do partido que fizeram coisas importantes que é digno de nota histórica ou que eram membros do Partido Nazista de acordo com várias publicações confiáveis. Para obter uma lista dos principais líderes e figuras mais importantes do partido veja: Líderes e oficiais do Partido Nazista.
Visão geral A–E F–K L–R S–Z

## A
- Louis Henrique[1]
- Izabelle Caroline[2]
- Hermann Abendroth[3]
- Hugo von Abercron[4]
- Otto Abetz[5]
- Albert Abicht[6]
- Franz Abromeit[7]
- Hermann Josef Abs[8]
- Karl Ferdinand Abt[9]
- Humbert Achamer-Pifrader[10]
- Ernst Achenbach[10]
- Eberhard Achterberg[11]
- Josef Ackermann (político)[12]
- Karl Adam (treinador de remo)[13]
- Karl Adam (teólogo)[14]
- Wilhelm Adam[15]
- Ernst Ahl[16]
- Wolf Albach-Retty[17]
- Wilhelm Albert (oficial da SS)[18]
- Karl Albiker[19]
- Alwin-Broder Albrecht[20]
- Herbert Albrecht[21]
- Felix Allfarth[22]
- Friedrich Alpers[23]
- Gunter d'Alquen[24]
- Günther Altenburg[25]
- Johann Altfuldisch[26]
- Georg Altner[27]
- Josef Altstötter[26]
- Ludolf von Alvensleben[28]
- Wolfgang Aly[29]
- Max Amann[30]
- Otto Ambros[31]
- Heinrich Anacker[32]
- Charlotte Ander[33]
- Joachim Angermeyer[34]
- Ernst Anrich[35]
- Johann Appler[36]
- Benno von Arent[37]
- Fritz Arlt[38]
- Kurt Asche[39]
- Friedrich Asinger[40]
- Karl Astel[41]
- Heinz Auerswald[42]
- Franz Augsberger[43]
- Emil Augsburg[44]
- Augusto Guilherme da Prússia[45]
- Hans Aumeier[46]
- Hans Walter Aust[47]
- Artur Axmann[48]
- Georg Ay[49]

## B
- Karl Babor[50]
- Albert Bach[51]
- Erich von dem Bach-Zelewski[52]
- Georg Bachmann[53]
- Georg Bachmayer[54]
- Herbert Backe[52]
- Richard Baer[55]
- Alfred Baeumler[56]
- Rudolf Bamler[57]
- Ewald Banse[58]
- Hermann Baranowski[59]
- Klaus Barbie[60]
- Heinrich Barbl[61]
- Hermann Bartels[62]
- Ludwig Friedrich Barthel[63]
- Rudolf Batz[64]
- Erich Bauer[65]
- Friedrich Franz Bauer[66]
- Otto Baum[67]
- Hans Baumann[68][69]
- Eleonore Baur[70]
- Hans Baur[71]
- Kurt Becher[72]
- Walter Becher[73]
- Ludwig Beck[74]
- August Becker[75]
- Hellmuth Becker[76]
- Peter Emil Becker[77]
- Hermann Becker-Freyseng[78]
- Rudolf Beckmann[79]
- Bruno Beger[80]
- Heinrich Behmann[81]
- Hermann Behrends[82]
- Wilhelm Beiglböck[83]
- Joseph Berchtold[84]
- Josefa Berens-Totenohl[85]
- Claus Bergen[86][87]
- Gottlob Berger[88]
- Ernst Bergmann (filósofo)[89]
- Theodor Berkelmann[90]
- Hugo Bernatzik[91]
- Werner Best[92]
- German Bestelmeyer[93]
- Friedrich Bethge[94]
- Lothar Beutel[95]
- Wilhelm Beyer[96]
- Heinrich Beythien[97]
- Ernst Biberstein[98]
- Otto Bickenbach[99]
- Ludwig Bieberbach[100]
- Hans Biebow[101]
- Walther Bierkamp[102]
- Dorothea Binz[103]
- Wolfgang Birkner[104]
- Horst Birr[105][106]
- Helmut Bischoff[107]
- Karl Bischoff[108]
- Otto Christian Archibald von Bismarck[107]
- Gottfried Graf von Bismarck-Schönhausen[109]
- Friedrich Wilhelm von Bissing[110]
- Wilhelm Bittrich[111]
- Werner Blankenburg[112]
- Herbert Blankenhorn[113]
- Hanns Blaschke[114]
- Hugo Blaschke[115]
- Wilhelm Blaschke[116]
- Anneliese Bläsing[117]
- Johannes Blaskowitz[118]
- Leopold Blauensteiner[119][120]
- Kurt Blecha[121]
- Karl Blessing[122]
- Karl Blessinger[123]
- Paul Blobel[124]
- Willi Bloedorn[125]
- Werner von Blomberg[126]
- Kurt Blome[127]
- Josef Blösche[128]
- Heinrich Blume[129]
- Walter Blume[130]
- Walter Blume (oficial da SS)[131]
- Carl Blumenreuter[132]
- Rudolf Bockelmann[133]
- Franz von Bodmann[134]
- Wilhelm Boger[135]
- Ernst Wilhelm Bohle[136]
- Herbert Böhme[137]
- Horst Böhme (oficial da SS)[138]
- Andreas Bolek[139]
- Kurt Bolender[140]
- Ernst Bollmann[125]
- Otto Friedrich Bollnow[141]
- Friedrich Bolte[125]
- Karl Bömelburg[142]
- Adolf von Bomhard[143]
- Helmut de Boor[144]
- Carl Friedrich Wilhelm Borgward[145]
- Albert Bormann[146]
- Juana Bormann[147]
- Martin Bormann[148]
- Taras Borodajkewycz[149]
- Hugo Ferdinand Boss[150]
- Herta Bothe[151]
- Hans Bothmann[152]
- Maximilian Böttcher[153]
- Philipp Bouhler[154]
- Johanna Braach[155]
- Fritz Bracht[156]
- Viktor Brack[154]
- Otto Bradfisch[157]
- Therese Brandl[158]
- Günther Brandt[159]
- Heinz Brandt[160]
- Karl Brandt[161]
- Rudolf Brandt[162][163]
- Peter Paul Brauer[164][165]
- Wernher von Braun[166]
- Werner Braune[167]
- Otto Bräutigam[168]
- Franz Breithaupt[169]
- Arno Breker[170]
- Karl-Heinrich Brenner[171]
- Hans Karl Breslauer[172]
- Martin Broszat[173]
- Heinz Brücher[174]
- Hugo Bruckmann[175]
- Helmuth Brückner[176]
- Wilhelm Brückner[177]
- Walter Brugmann[178][179]
- Alois Brunner[180]
- Otto Brunner[181]
- Siegfried Buback[182]
- Walter Buch[183]
- Friedrich Buchardt[184]
- Ewald Bucher[185]
- Karl von Buchka[186]
- Josef Bühler[187]
- Erwin Bumke[188]
- Hans Bunge[189]
- Fritz Buntrock[190]
- Alfred Buntru[191]
- Wilhelm Amsinck Burchard-Motz[192]
- Josef Bürckel[193]
- Anton Burger[26]
- Karl-Heinz Bürger[194]
- Franz Bürkl[195]
- Heinrich Bütefisch[196]
- Adolf Butenandt[197]
- Rudolf Buttmann[198]

## C
- Paul Carell[199]
- Hans Carste[200]
- Karl Carstens[201]
- Peter Carstens[202]
- Werner Catel[203]
- Karl Chmielewski[204]
- Walter Christaller[205]
- Friedrich Christiansen[206]
- Heinrich Class[207]
- Carl Clauberg[208]
- Hans Clemens[209]
- Volker von Collande[210]
- Klaus Conrad[211]
- Leonardo Conti[212]
- Werner Conze[213]
- Rudolf Creutz[214]
- Max de Crinis[215]

## D
- Kurt Daluege[216]
- Ernst Damzog[217]
- Theodor Dannecker[218]
- Konrad Dannenberg[219]
- Luise Danz[220]
- Fritz Darges[221]
- Richard Walther Darré[218]
- Adolf Dassler[222]
- Rudolf Dassler[222]
- Wilhelm Decker[223]
- Peter Deeg[224]
- Karl Deichgräber[225]
- Ewald von Demandowsky[226]
- Karl Maria Demelhuber[227]
- Gerhard Dengler[228]
- Oskar-Hubert Dennhardt[229]
- Heinrich Deubel[230]
- Otto Dickel[231]
- Karl Diebitsch[232]
- Hans-Heinrich Dieckhoff[233]
- Rudolf Diels[234]
- Eduard Dietl[235]
- Josef Dietrich[236]
- Otto Dietrich[237]
- Hans Diller[238]
- Erwin Ding-Schuler[239]
- Erich Dinges[240]
- Hugo Dingler[241]
- Artur Dinter[242]
- Herbert von Dirksen[243]
- Oskar Dirlewanger[243]
- Hugo Distler[244]
- Paul Dittel[245]
- Heimito von Doderer[246]
- Eugen Dollmann[247]
- Willi Domgraf-Fassbaender[248]
- Karl Dönitz[249]
- Richard Donnevert[250]
- Alexander von Dörnberg[251]
- Claude Dornier[252]
- Julius Dorpmüller[253]
- Hans Dorr[254]
- Franz Xaver Dorsch[255]
- Richard Drauz[256]
- Otto-Heinrich Drechsler[257]
- Wilhelm Dreher[258]
- Margot Dreschel[259]
- Anton Drexler[260]
- Georg Ferdinand Duckwitz[261]
- Anton Dunckern[262]
- Karlfried Graf Dürckheim[263]

## E
- Irmfried Eberl[264]
- Karl von Eberstein[265]
- Dietrich Eckart[266]
- Joachim Albrecht Eggeling[267]
- Hans Ehlich[268]
- Horst Ehmke[269][270]
- Carl Ehrenberg[271]
- Arthur Ehrhardt[272]
- Erich Ehrlinger[273]
- Adolf Eichmann[274]
- Theodor Eicke[275]
- August Eigruber[26]
- Hans Eisele (médico)[276]
- Walter Eisfeld[277]
- Paul Freiherr von Eltz-Rübenach[278]
- Otmar Emminger[279]
- Hans Endres[280]
- Carl Ludvig Engel[281]
- Franz Ritter von Epp[282]
- Hans Eppinger[283]
- Erhard Eppler[284][285]
- Josef Erber[286]
- Eduard Erdmann[287]
- Otto von Erdmannsdorff[288]
- Ernesto II de Saxe-Altemburgo[289]
- Karl Ernst[290]
- Ernst Wilhelm Eschmann[291]
- Karl Eschweiler[292]
- Hermann Esser[290]
- Arnold Eucken[293]
- Richard Euringer[294]
- Hanns Heinz Ewers[295]